# Anomala amarginata
Anomala amarginata är en skalbaggsart som beskrevs av Zhang och Lin 2008. Anomala amarginata ingår i släktet Anomala och familjen Rutelidae. Inga underarter finns listade i Catalogue of Life.